# Arachnodes hanskii
Arachnodes hanskii là một loài bọ cánh cứng trong họ Bọ hung (Scarabaeidae).